# Jar (Udmurtien)
Jar (russisch und udmurtisch Яр) ist eine ländliche Siedlung in der Republik Udmurtien (Russland) mit 6596 Einwohnern (Stand 14. Oktober 2010).

## Geografie
Die Siedlung liegt im äußersten Nordwesten der Republik, etwa 170 km Luftlinie nordnordwestlich der Republikhauptstadt Ischewsk und 35 km von Glasow entfernt, unweit des linken Ufers des Wjatka-Nebenflusses Tschepza.
Jar ist Verwaltungszentrum des gleichnamigen Rajons Jar.

## Geschichte
Das Dorf Jar, das zur damaligen Wolost (Dorfgemeinschaft) des etwa 10 km südlich liegenden Dorfes Ukan des Ujesds Glasow im Gouvernement Wjatka gehörte, wurde erstmals 1836 erwähnt. Jar bezeichnet im Russischen ein hohes, steiles Flussufer, in diesem Falle der Tschepza. Die heutige Siedlung, etwa zwei Kilometer östlich des alten Dorfes, entstand 1898, das offiziell als Gründungsjahr gilt, im Zusammenhang mit dem Bau der Eisenbahnstrecke Perm – Wjatka – Kotlas. Später wurde die Strecke Teil der (nördlichen) Hauptroute der Transsibirischen Eisenbahn, und in den 1930er-Jahren zum Ausgangspunkt einer nach Norden über Omutninsk und Kirs zur Station Werchnekamskaja führenden Bahnstrecke, die den Nordosten der benachbarten Oblast Kirow – mit einer Vielzahl von Gulag-Lagern – erschloss und vorrangig forstwirtschaftlichen Zwecken dienen sollte.
Ab 1932 (mit Unterbrechung 1962–1964) ist Jar Verwaltungssitz des gleichnamigen, 1929 gegründeten Rajons. 1938 erhielt der Ort den Status einer Siedlung städtischen Typs. Auf Beschluss der lokalen Verwaltung und mit Bestätigung der Regierung der Republik Udmurtien vom 23. November 2010 wurde Jar wieder in eine ländliche Siedlung umgewandelt. Das ursprüngliche Dorf gehört nicht zur Siedlung Jar, sondern zur Landgemeinde (selskoje posselenije) Barmaschur.

### Bevölkerungsentwicklung
| Jahr | Einwohner |
| ---- | --------- |
| 1939 | 2652      |
| 1959 | 4917      |
| 1970 | 5261      |
| 1979 | 6381      |
| 1989 | 6917      |
| 2002 | 7202      |
| 2010 | 6596      |

Anmerkung: Volkszählungsdaten

## Kultur und Sehenswürdigkeiten
In Jar gibt es seit 1998 ein Heimatmuseum.

## Wirtschaft und Infrastruktur
Das Gebiet und Jar ist land- und forstwirtschaftlich geprägt.
Die Siedlung liegt an der Transsibirischen Eisenbahn (Streckenkilometer 1126 ab Moskau), von der dort eine Nebenstrecke nach Werchnekamskaja abzweigt, sowie an der Straße, die Ischewsk über Glasow mit der benachbarten Oblasthauptstadt Kirow verbindet.